# Серебреница
Серебреница — нежилая деревня в Шенкурском районе Архангельской области. Входит в состав муниципального образования «Ровдинское».

## География
Деревня расположена в южной части Архангельской области, в таёжной зоне, в пределах северной части Русской равнины, в 55 километрах на юг от города Шенкурска, на правом берегу реки Суланда, притока Пуи. Ближайшие населённые пункты: на западе деревня Фоминская.
Часовой пояс
Серебреница, как и вся Архангельская область, находится в часовой зоне МСК (московское время). Смещение применяемого времени относительно UTC составляет +3:00.

## Население
| 2002 | 2010 | 2012 |
| ---- | ---- | ---- |
| 0    | →0   | →0   |

## История
Указана в «Списке населённых мест по сведениям 1859 года» в составе Шенкурского уезда(1-го стана) Архангельской губернии под номером «2082» как «Серебреница». Насчитывала 3 двора, 13 жителей мужского пола и 11 женского.
В «Списке населенных мест Архангельской губернии к 1905 году» деревня Серебряница насчитывает 3 двора, 6 мужчин и 10 женщин.  В административном отношении деревня входила в состав Суландского сельского общества Ровдинской волости.
На 1 мая 1922 года в поселении 5 дворов, 6 мужчин и 18 женщин.